# Ecgonina
La ecgonina es un alcaloide tropano que se encuentra naturalmente en las hojas del arbusto de la coca. Tiene una estructura similar a la de la cocaína y es un metabolito y un precursor; como tal cae dentro de substancias controladas.
Desde el punto de vista estructural la ecgonina es un derivado heptaciclo con enlaces de nitrógeno. Se obtiene normalmente de la cocaína por hidrólisis catalizada ácida o básica y cristaliza con una molécula de agua. Los cristales se funden de 198 a 199 °C. En comparación con la cocaína no es adictivo y es el causante del efecto principal del chacchado de las hojas de coca mezcladas con caliza, que es una práctica común en los habitantes de los Andes.